# Mesquita de Solimà de Rodes
La Mesquita de Solimà (en grec: Τζαμί του Σουλεϊμάν; en turc: Süleymaniye Camii) és un edifici otomà de la ciutat grega de Rodes. Va ser encarregat pel soldà Solimà I el Magnífic el 1522, després de la presa de la ciutat pels turcs otomans.
Restaurada a la primeria del segle XIX i de nou en els 1990 i 2000, la mesquita acull exposicions culturals des del 2005.

## Història
La mesquita va ser manada construir poc després de la captura de la ciutat al 1522 pel soldà otomà Solimà, o uns anys més tard, cap al 1540-1541. Situada en l'emplaçament de l'església dels Dotze Apòstols, en aquella època, era un lloc cèntric i elevat del districte del basar otomà. L'edifici es va reconstruir al 1808 i restaurar després del terratrèmol del 1856. Aquest mateix any, l'explosió d'un dipòsit de pólvora en l'antiga església conventual de Sant Joan Baptista, convertida en mesquita pocs mesos després de la conquesta per Solimà, també va danyar l'edifici.
El minaret es va renovar durant l'ocupació italiana del Dodecanés, potser després del terratrèmol del 1928. Poc més d'un any després de l'adscripció de l'arxipèlag del Dodecanés al Regne de Grècia, la Mesquita de Solimà fou classificada Monument Històric el 25 d'agost del 1948. El 1957, un altre terratrèmol va obligar a fer obres de renovació al minaret. La mesquita es va tancar al culte el 1978. Part del minaret va tornar a esfondrar-se el 1987 i els elements restants es van desmantellar a l'any següent.
En la dècada dels 1990 i fins al 2005, s'hi feren importants obres de restauració, premiades per Europa Nostra al patrimoni. El minaret es va reconstruir de manera idèntica utilitzant noves pedres i reforços de titani i plom. La campanya de restauració de la decoració interior no va concloure fins al 2012. Des del 2005, el jaciment funciona com a museu i roman obert en algunes festes religioses. És un dels principals monuments del barri antic de Rodes, declarat Patrimoni de la Humanitat per la Unesco el 1988.

## Arquitectura
L'edifici consta de dos espais contigus, una sala de pregària quadrada, un pòrtic rematat per set cúpules i una teulada, i està flanquejat per un minaret amb doble balcó a 26 m. A Grècia, la Mesquita de Mehmet Bei de Serres i la d'Ishak Paixà de Tessalònica també tenen una planta en T invertida relativament semblant. La sala de pregària, rematada per una cúpula que s'alça a 15 m d'altura, està flanquejada per dos espais laterals més estrets que la sala central, rematats amb cúpula.
El marc de la porta, format per dues columnes de marbre en què hi ha tallats elms, armes i àngels, prové d'un monument funerari del període hospitalari de l'Orde de Sant Joan, potencialment la tomba del gran mestre Emery d'Amboise. Un altre rastre de reutilització es refereix al pòrtic, que recolza en vuit columnes amb antics fusts.
La Mesquita de Solimà està ricament decorada en l'interior. Al sud, el mihrab i el minbar estan daurats amb or. Al costat oposat, una galeria elevada de fusta pintada recorre tota la sala. Un xardivan, coronat per una cúpula que recolza sobre vuit columnes, adorna el centre del pati al nord de la mesquita.

## Galeria d'imatges

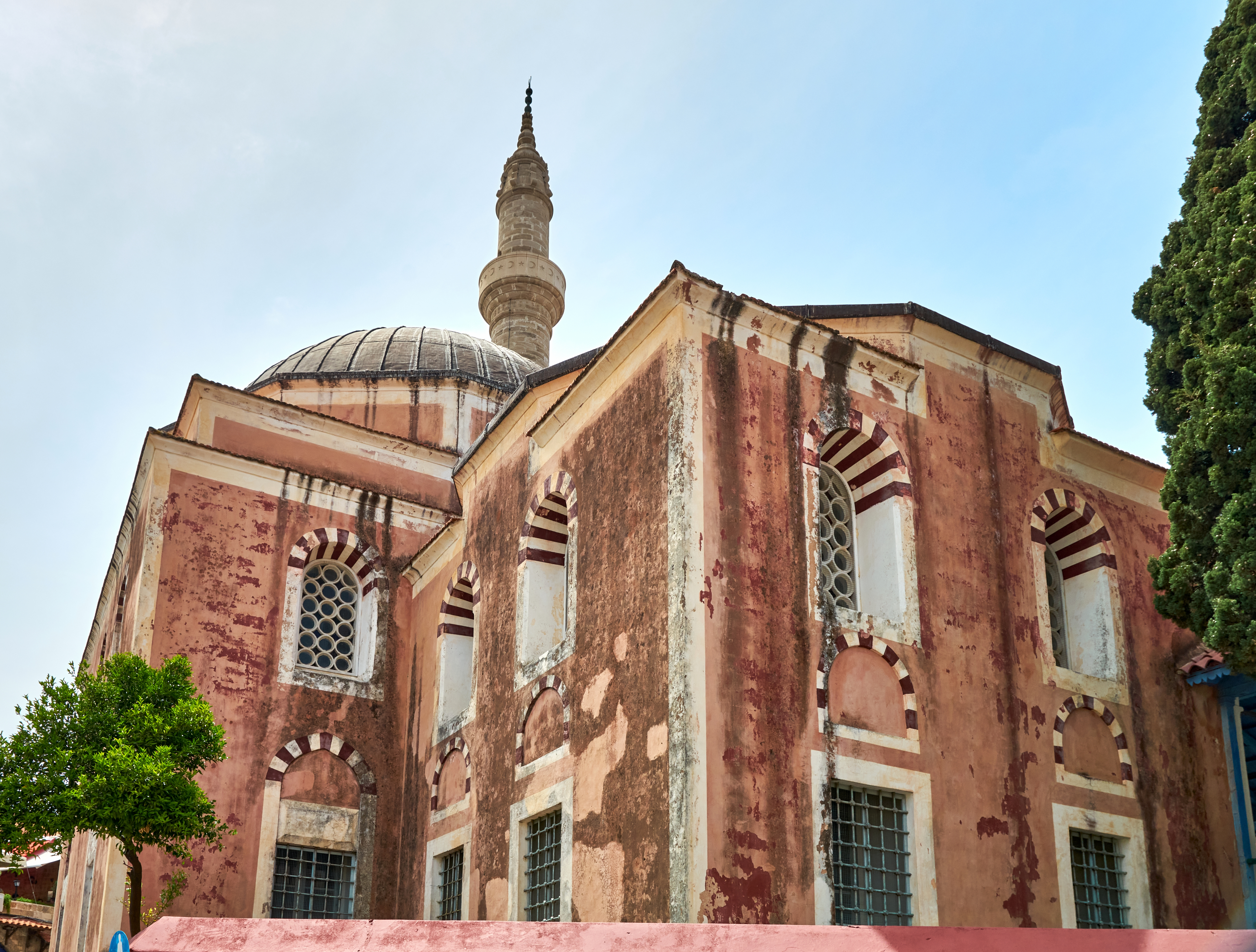
Vista de la mesquita des de l'est
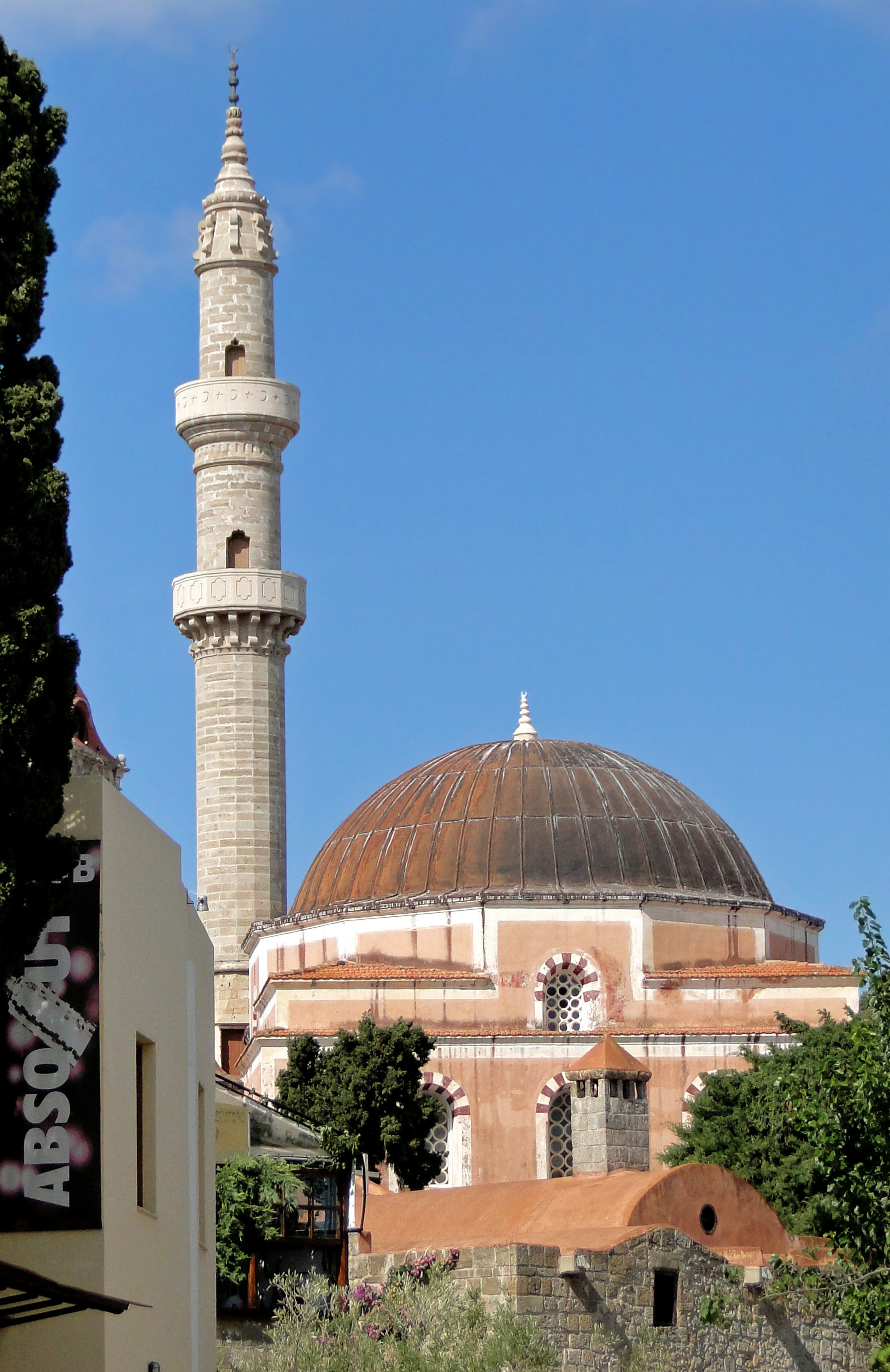
Minaret i mesquita des del sud
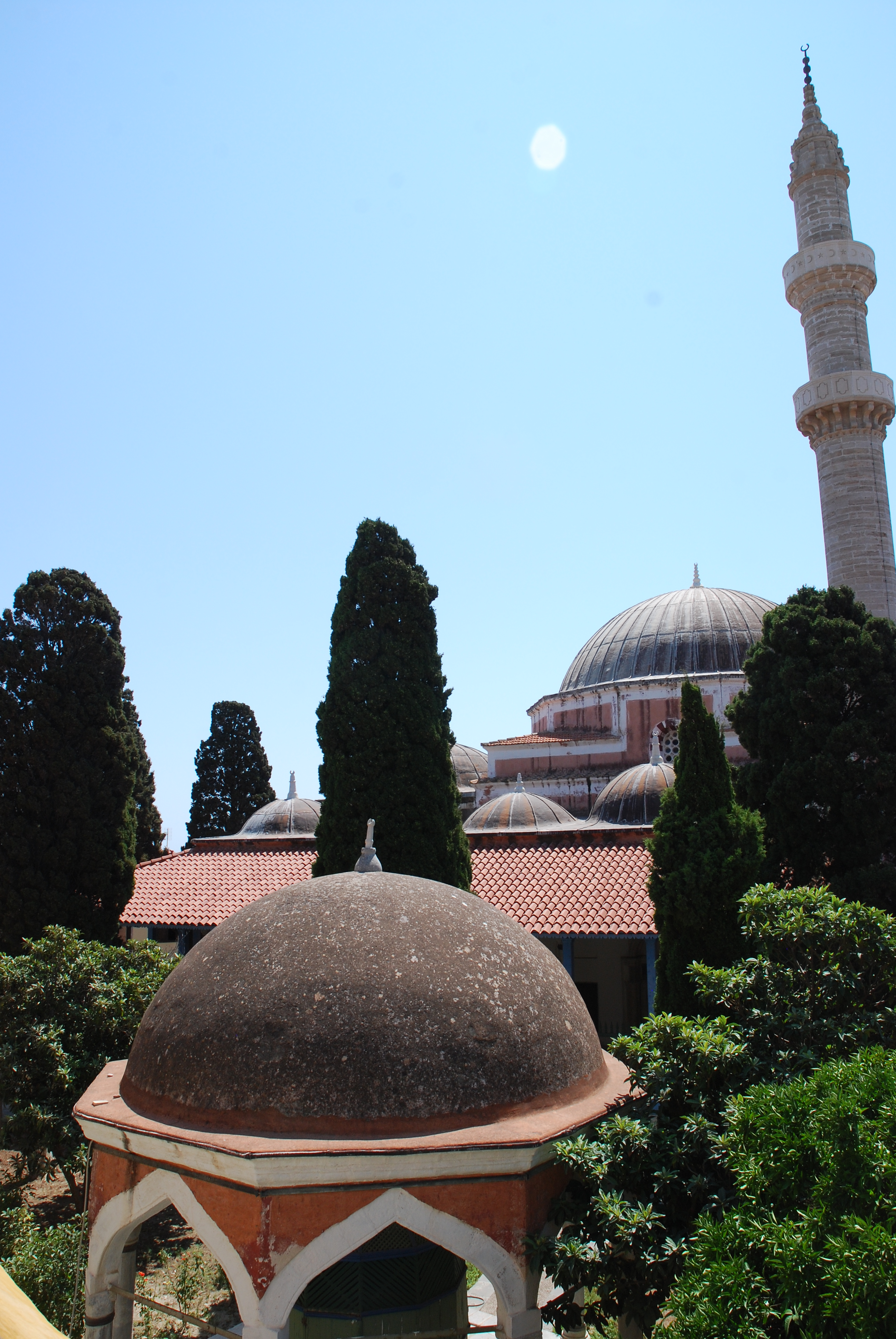
Font d'ablucions i mesquita des del nord
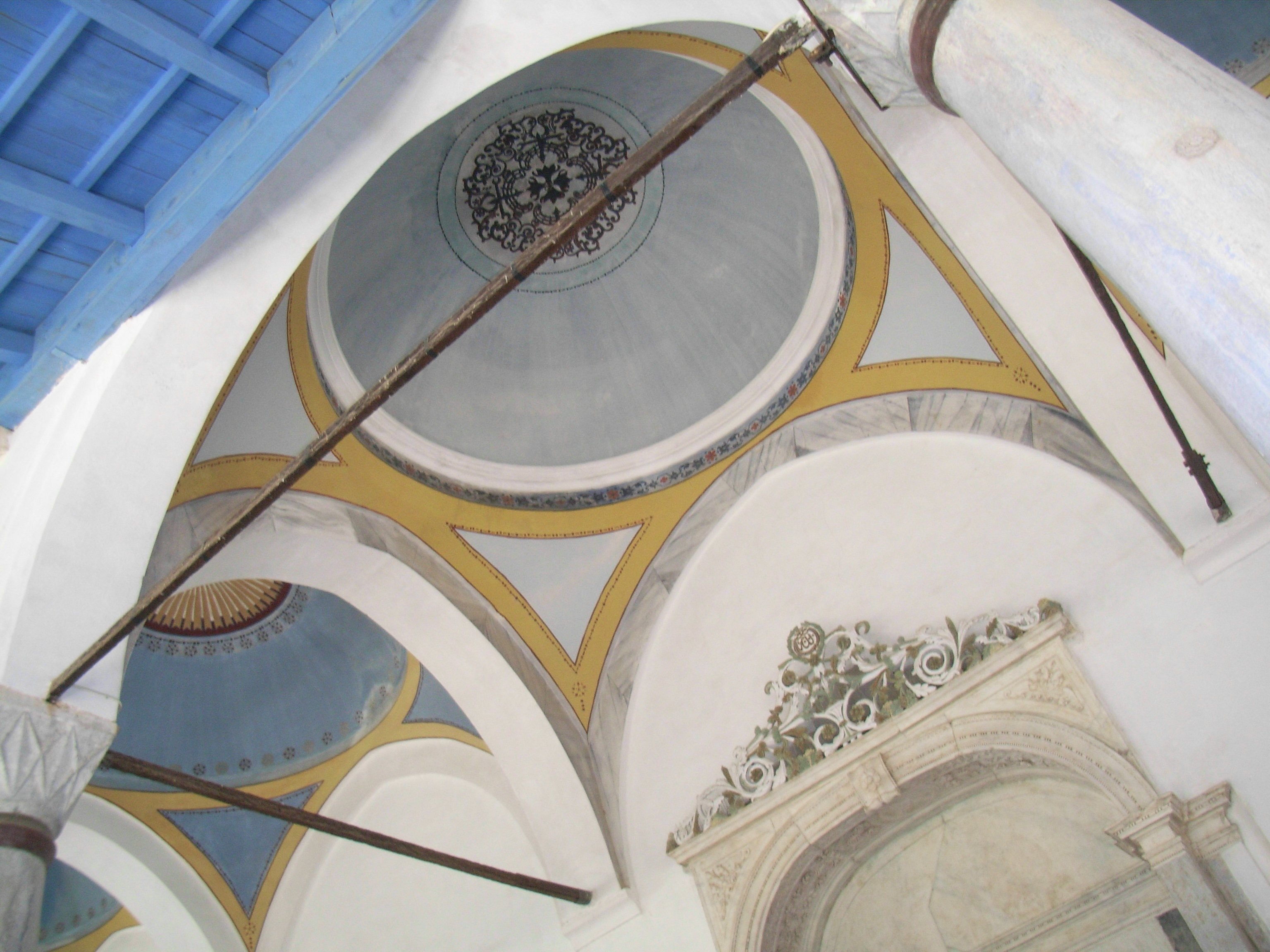
Cúpules del pòrtic
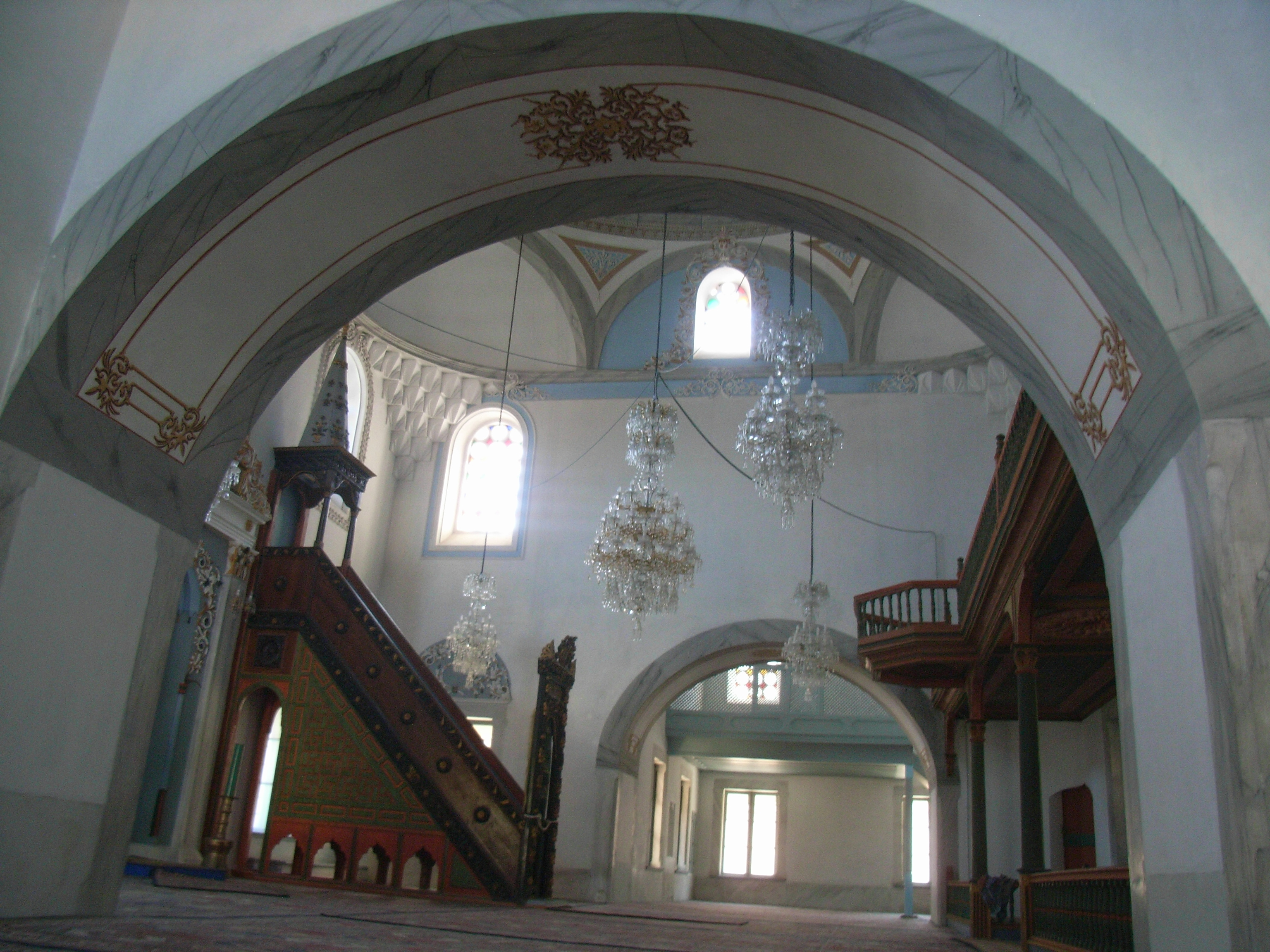
Interior de la sala de pregària